# Galenos
Klaudios Galenos (grekiska: Κλαύδιος Γαληνός), född 129 i Pergamon, död 199 (alternativt 216) i Rom, var en grekisk läkare. Han var en av antikens främsta och mest inflytelserika läkare och medicinska författare, och gjorde insatser bland annat inom anatomin. Galenos byggde vidare på Hippokrates medicinska system och sammanställde omfattande skrifter, och hans skrifter förblev den främsta auktoriteten inom medicinen fram till 1500-talet.

## Biografi
Galenos far, arkitekten Nikon, var en mångsidigt bildad man och såg tidigt till att Galenos fick en god utbildning. Redan tidigt fick han intresse för Aristoteles och Theofrastos arbeten. Han studerade senare medicin i Smyrna, Korinth och Alexandria, där man lade vikt vid anatomi, dock endast genom studier av djurkadaver. Enbart för osteologien brukade människoskelett användas.
Efter nio års resor återvände han år 158 till Pergamon, där han anställdes som läkare vid Asklepiostemplets gymnasium, och där fick han tillfälle att skaffa sig kirurgisk erfarenhet. På grund av ett uppror fick han lämna Pergamon, och begav sig år 162 till Rom. Han fick där ett stort förtroende från de romerska patricierna, dels genom sin stora bildning, dels genom sin skicklighet att förutsäga sjukdomars utgång. Han hamnade dock i konflikt med mindre kunniga kollegor, och lämnade Rom år 166. Efter tre år av resor i Grekland och Palestina, reste han 169 till kejsarna Lucius Verus och Marcus Aurelius i lägret vid Aquileja. Samma år blev han livmedikus hos Aurelius son, som senare blev kejsar Commodus.

## Galenos senare inflytande
Varken före eller efter Galenos har någon inom medicinen åtnjutit ett så långvarigt anseende som den främsta inom området. Från sin livstid och ända fram mot mitten av 1500-talet räknades han som den ofelbara auktoriteten inom medicinens hela område, det vill säga under en period av mer än 1300 år. Det finns flera teorier om varför Galenos idéer hade en sådan livskraft. En av dem är att de accepterades av kyrkan för att han trodde att Gud hade skapat allt med ett förutbestämt syfte, vilket passade in i den medeltida teologiska attityden hos de abrahamitiska religionerna. Den begränsade omfattningen av egentlig forskning under medeltiden, och tidsperiodens auktoritetstro på andra områden kan också ha bidragit till att Galenos förblev en oemotsagd auktoritet inom medicinen under denna period. Denna ställning bröts genom att läkare och forskare under den nya tiden började göra observationer och experiment som inte stämde överens med Galenos skrifter. Ett känt exempel är Andreas Vesalius anatomiska arbeten, där han dissekerade människokroppar.
Galenos sammanställde och utvecklade Hippokrates lära om humoralpatologi, om de fyra kroppsvätskornas betydelse, vilket speciellt senare gav upphov till föreställningen att personlighetstyper och temperament beror på varierande balans hos dessa. Detta har påverkat terminologin i flera europeiska språk, t.ex. spanskans cólera för "vrede", jfr kolerisk.

## Insatser inom anatomin
Galenos dissekerade djur och gav kranialnerverna den numrering de ännu har. På Galenos tid hade dissekering av människokroppen kommit ur bruk. Kunskapen om anatomi hade därför avtagit. Han gjorde dock korrekta anatomiska och fysiologiska undersökningar av många andra djur. Bland dessa var gibraltarapor och andra apor, vilkas kroppsbyggnad inte skilde sig mycket från människans. Galenos gjorde också mycket skickliga experiment på levande djur. Han kunde så utveckla ett fullständigt och mycket uppfinningsrikt fysiologiskt system. Detta accepterades allmänt av senantikens människor och ifrågasattes inte förrän i flamländaren Andreas Vesalius arbeten på 1500-talet. Icke desto mindre kan det system, som allmänt anses vara Galenos, inte fullständigt härledas från hans arbeten.

## Galenos fysiologiska system

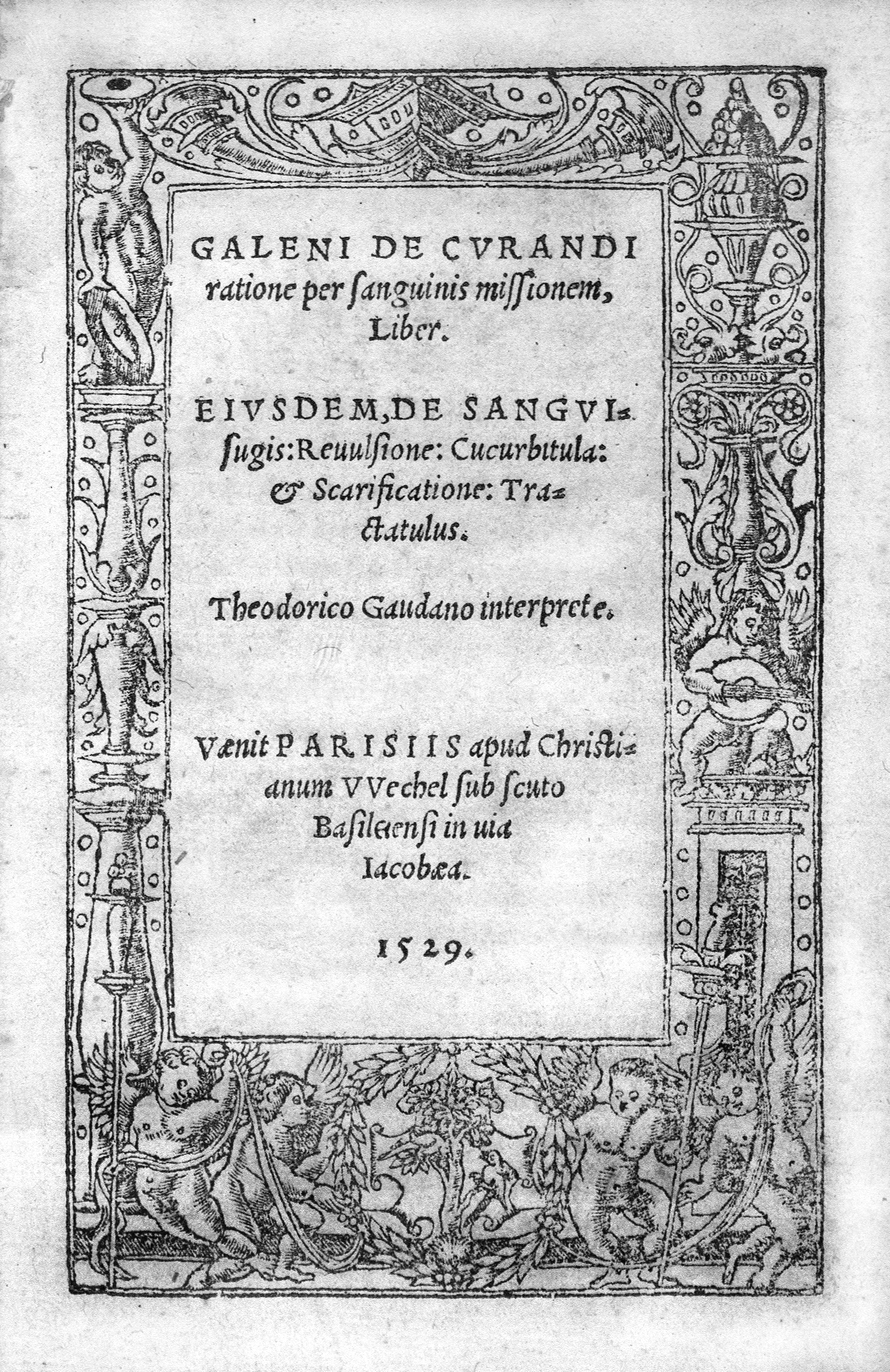
De curandi ratione

Livets grundprincip i detta system var en ande eller pneumat, det vill säga luften, vilket Erasistratos hade framhållit långt tidigare. Den kom in i kroppen genom luftstrupen och passerade så till lungorna och därifrån till den vänstra kammaren, där den mötte blodet. Men vilket ursprung hade då blodet? På denna fråga hade han ett mycket uppfinningsrikt svar, och de fel som det innehöll, accepterades fram till William Harveys tid (början av 1600-talet). Galenos trodde att mjölksaften som kom från matsmältningsorganen kom genom portådern till levern. Detta organ ansåg han hade förmågan att vidareutveckla mjölksaften till venöst blod och att förse det med en andra ande eller pneuma, som finns i allt levande, så länge som det förblir vid liv. Detta pneuma kom att kallas den naturliga anden. När det venösa blodet blivit försett med naturlig ande från levern och näring från tarmarna, fördelades det med hjälp av levern genom hela det venösa systemet.
En stor, viktig gren av det venösa systemet är den ihålighet som vi nu kallar hjärtats högra kammare. För det venösa blod som kom in i denna viktiga gren förutspådde Galenos två möjliga öden. Den större mängden förblev ett tag i kammaren, avskilde orena partiklar som sköljdes bort till lungorna och försvann där vid utandningarna. När dessa orena partiklar hade frånskilts, flöt det venösa blodet i den högra kammaren tillbaks igen in i det allmänna vensystemet. En mindre del av detta blod från hjärtats högra sida fick ett annorlunda öde. Denna del sipprade genom de ytterst fina kanalerna i skiljeväggen mellan kamrarna och kom in droppvis i den vänstra kammaren. Där mötte den pneumat, som förts dit från yttervärlden genom luftstrupen. Dessa droppar utvecklade en högre art av pneuma (livsande). Försedd med denna blev det mörka venösa blodet ljust artärblod som fördelades via artärerna till kroppens alla delar. Av artärerna gick några till huvudet och på så sätt fördes livsanden till hjärnan. Här finfördelades artärblodet och laddades med ett tredje pneuma, den animala anden. Denna fördelades av nerverna, som antogs vara ihåliga.
Galenos är den bäst kända utövaren av rörelsebehandlingar - vilket vi idag skulle kalla sjukgymnastik - i det romerska riket. Hans skrifter innehåller beskrivningar av övningar och hur intensivt de ska användas.
Nästan alla de biologiska begreppen, det mesta av anatomin, mycket av botaniken och alla idéer om levande tings fysiska struktur från 200-talet till 1500-talet fanns i ett litet antal arbeten som författats av Galenos eller tillskrivits honom.

## Skrifter

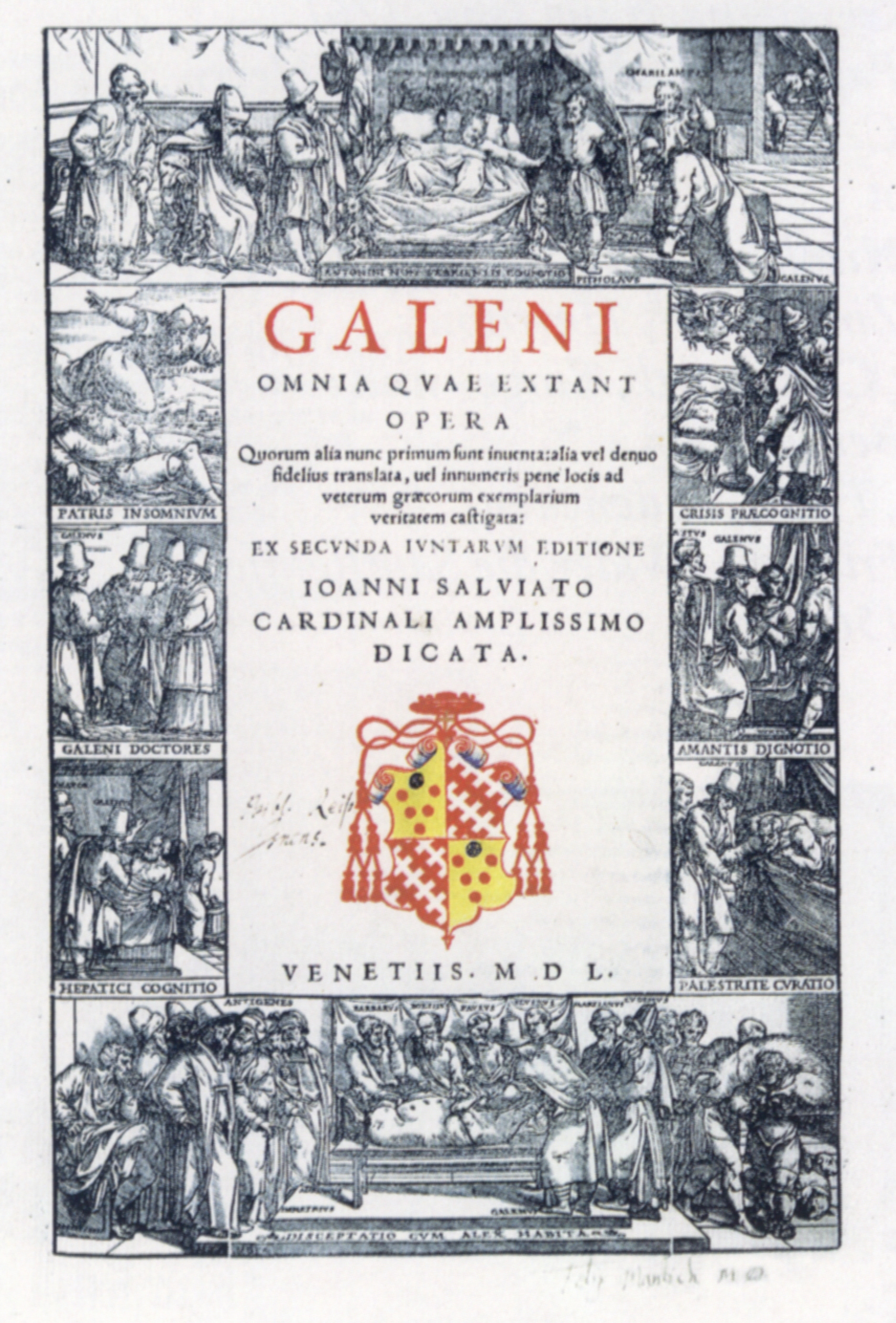
Titelblad till Galenos Opera, utgiven i Venedig 1550.

Som författare uppvisade Galenos en mycket stor och mångsidig produktivitet. Hans författarverksamhet började redan under hans stora studieresa, och han fortsatte med den till sin död. Enligt egen uppgift skrev han 125 icke-medicinska skrifter, däribland 115 filosofiska, medan de övriga var av matematiskt, grammatiskt och juridiskt innehåll. De flesta av de icke-medicinska skrifterna gick emellertid förlorade genom en stor eldsvåda, som förstörde fredstemplet, palatinska biblioteket och ett mindre bibliotek vid Via Sacra i Rom, där Galenos verk fanns uppställda. Av hans medicinska skrifter har också många gått förlorade. I behåll finns fortfarandra nästan 100, sannolikt äkta skrifter. Dessutom förvaras i enskilda bibliotek åtskilliga otryckta skrifter, i synnerhet i arabisk och hebreisk översättning.
Den mest lästa och kommenterade av alla Galenos skrifter är hans Techne iatrike ("läkarkonsten") eller Ars medica, som sammanfattade hela hans system. Hans huvudarbete över de speciella sjukdomarna är Peri ton pepontoton topon eller De locis affectis libri VI. I skriften Peri kreias ton en anthropu somati morion XVII eller De usu partium corporis humani libri XVII sammanfattade han sina kunskaper i anatomin och fysiologin.

## Övrigt
Galenos har fått låna sitt namn till disciplinen galenisk farmaci. Kommunen Galen i den amerikanska delstaten New York har fått sitt namn efter Galenos. Ordet "galen" är emellertid obesläktat.